# Ormosia jamaicensis
Ormosia jamaicensis là một loài rau đậu thuộc họ Fabaceae.
Loài này chỉ có ở Jamaica.